# Wagram (stanice metra v Paříži)

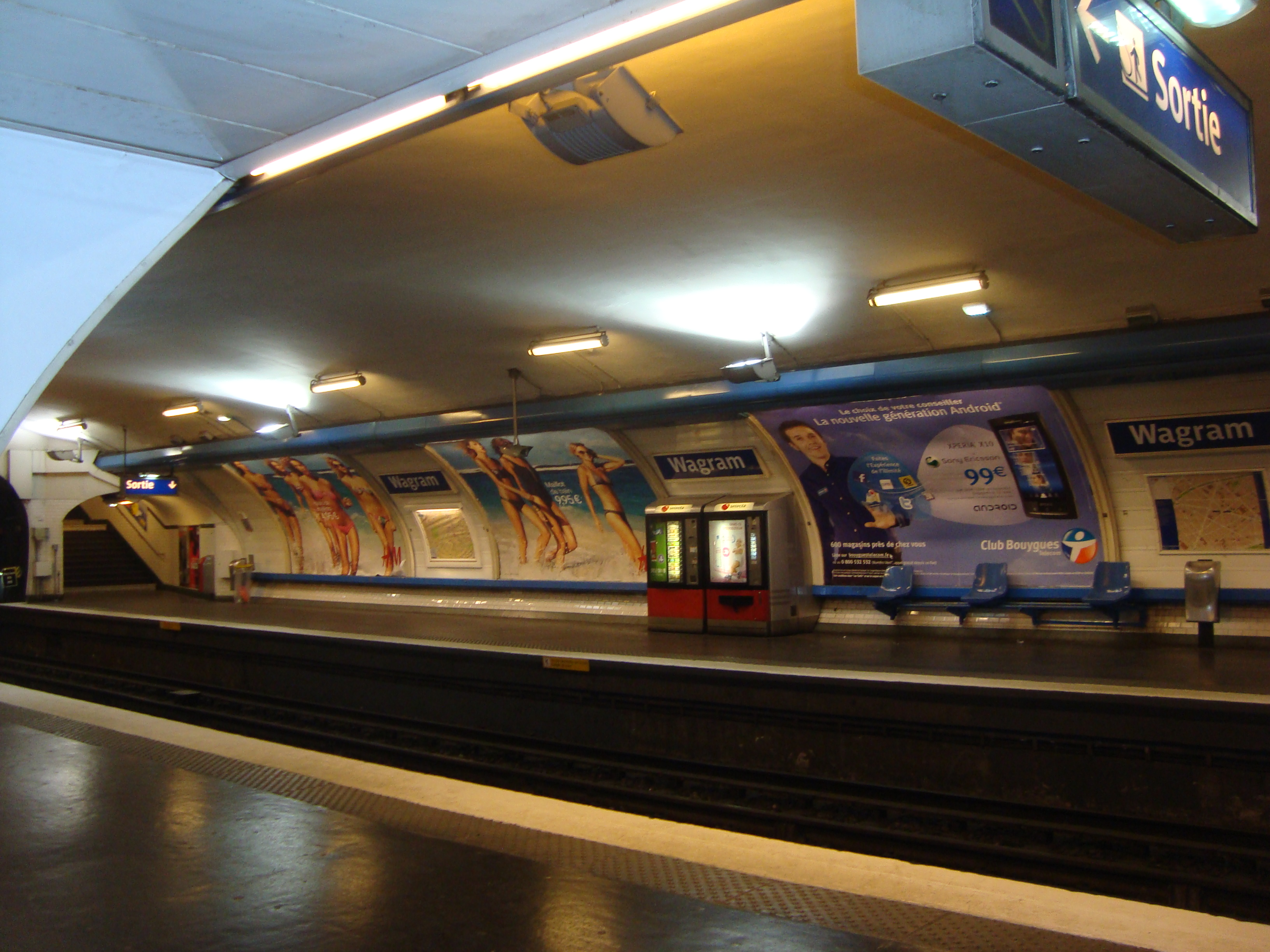
Nástupiště na stanici

Wagram je nepřestupní stanice pařížského metra na lince 3 v 17. obvodu v Paříži. Nachází se pod Avenue de Villiers.

## Historie
Stanice byla otevřena 23. května 1910 při prodloužení linky západním směrem ze stanice Villiers do Pereire.

## Název
Wagram je město v Rakousku, kde proběhla v červenci 1809 bitva, ve které Napoleon I. porazil vojska rakouského arcivévody Karla Ludvíka Rakouského. Jméno stanice je odvozeno od názvu nedaleké Avenue de Wagram.

## Vstupy
- Place Monseigneur Loutil
- Avenue de Villiers u domu č. 74